# Skopanie
Skopanie – wieś w Polsce położona w województwie podkarpackim, w powiecie tarnobrzeskim, w gminie Baranów Sandomierski.
| SIMC    | Nazwa        | Rodzaj     |
| ------- | ------------ | ---------- |
| 0787514 | Firanki      | część wsi  |
| 0787508 | Góra         | część wsi  |
| 0787520 | Koniec       | część wsi  |
| 0787537 | Międzywodzie | przysiółek |

W 1568 roku Skopanie kupił kasztelan śremski Rafał Leszczyński. W 1629 roku właścicielem wsi położonej w powiecie sandomierskim województwa sandomierskiego był Rafał Leszczyński. 
W latach 1975–1998 miejscowość administracyjnie należała do województwa tarnobrzeskiego. Według Narodowego Spisu Powszechnego (III 2011 r.) wieś liczyła 2755 mieszkańców.
Nazwa wsi pochodzi najprawdopodobniej od słowa skop.
Miejscowość znajduje się na szlaku COPu. Jej gwałtowny rozwój nastąpił wraz z ulokowaniem na jej terenie inwestycji w ramach Centralnego Okręgu Przemysłowego - fabryki tekstyliów i spadochronów, później przekształconej w fabrykę firanek. W pobliżu fabryki powstało kilka budynków w stylu modernistyczym.
Wieś jest siedzibą rzymskokatolickiej Parafii Miłosierdzia Bożego.

## Kalendarium
- 1938 – rozpoczęto budowę fabryki w ramach tzw. Centralnego Okręgu Przemysłowego przez firmę Krusche i Ender należącą do pabianickich kapitalistów - w zamian za zaległości podatkowe.
- 1939 – została wybudowana hala produkcyjna, magazyn surowców, portiernia, 3 budynki mieszkalne i fundamenty pod kotłownie.
- 1941–43 – utworzono na terenie zakładu magazyny zbożowe i warsztaty wojskowe (naprawa samolotów), a następnie filię Zakładów Lotniczych w Mielcu. Wybudowano bocznicę kolejową i rów odwadniający do granic szosy Tarnobrzeg - Mielec.
- 1955 – zakończono rozpoczętą przed wojną budowę budynku przeznaczonego na hotel robotniczy, nastąpił rozwój życia świetlicowego i sportu.
- 1956 – dalszy rozwój budownictwa mieszkaniowego. Liczba pracowników Wisanu przekroczyła 1000.
- 1959 – rozpoczęto budowę ujęcia wody i rurociągu znad Wisły, dróg zewnętrznych i wewnątrz fabryki, żłobka i przedszkola.
- 1960 – podłączono do instalacji centralnego ogrzewania kolejne cztery bloki na osiedlu przyzakładowym wraz z doprowadzonymi sieciami cieplnymi, wybudowano garaże, uzyskano fundusze i lokalizację pod budowę szkoły.
- 1962 – utworzono szkołę przyzakładową. Oddano do eksploatacji ujęcia wody pitnej i przemysłowej w Baranowie Sandomierskim.
- 1964 – wybudowano Zakładowy Dom Kultury.
- 1984–86 – wybudowano zakładową oczyszczalnię ścieków WSM-400 w Skopaniu.

## Gospodarka
W Skopaniu znajduje się Fabryka Firanek „Wisan” oraz 12 sklepów.

### Fabryka Firanek „Wisan”

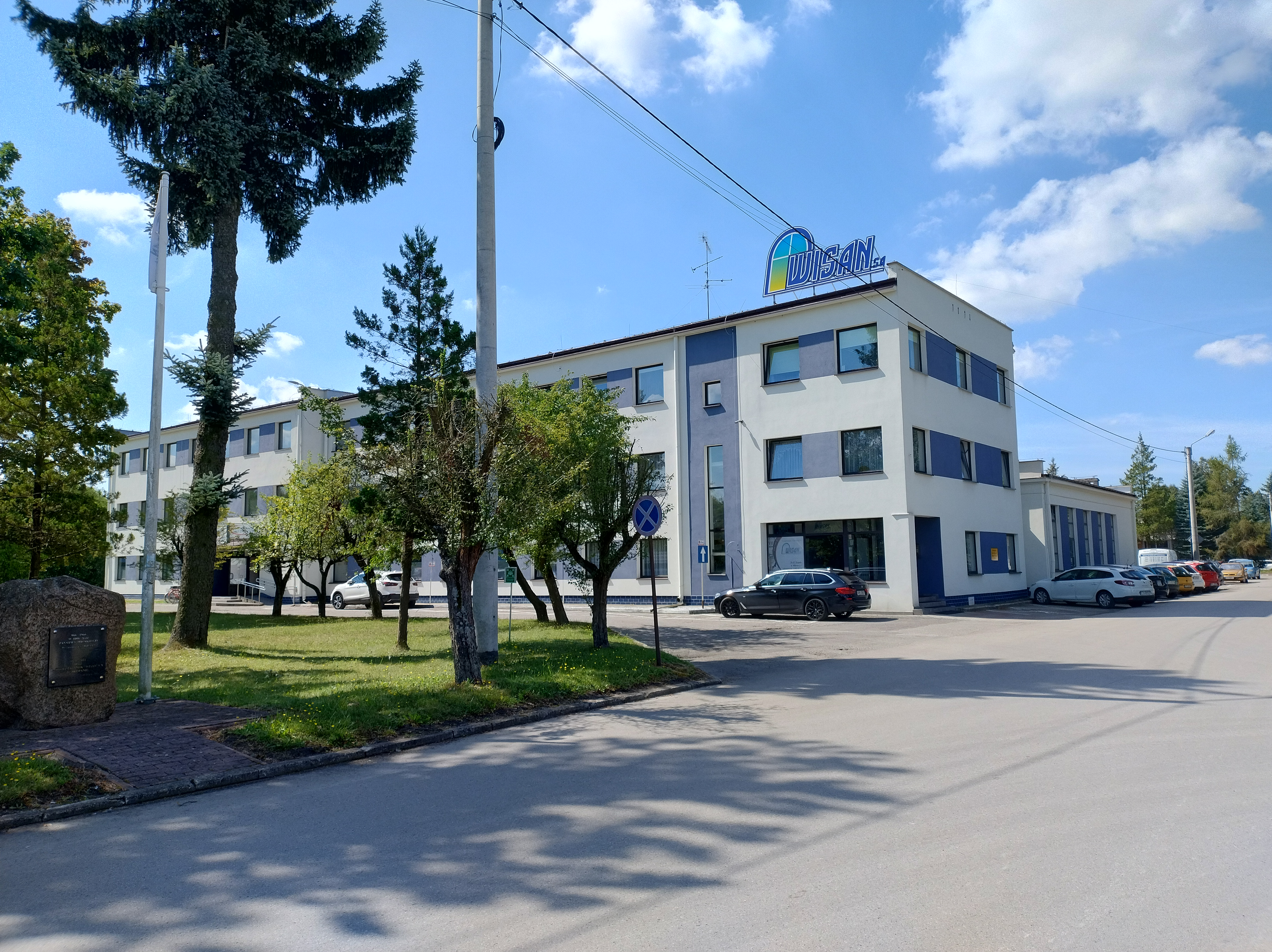
Siedziba Fabryki Firanek „Wisan” (2024)

Fabryka Firanek „WISAN” SA w Skopaniu jest przedsiębiorstwem o 50-letniej tradycji. Jej budowę rozpoczęto jeszcze przed II wojną światową w ramach Centralnego Okręgu Przemysłowego, ale dopiero w 1951 r. rozpoczęto produkcję tekstyliów: początkowo przędzy bawełnianej, następnie firanek bawełnianych, a od 1968 r. po gruntownej modernizacji rozwinięto produkcję firanek poliestrowych.
Obecnie „WISAN” jest jednym z 5 głównych producentów firanek w Polsce i jednym z największych w Europie. Firanki produkowane przez „Wisan” cechuje duża różnorodność wzornictwa oraz stosowanych technik wytwarzania.
Wyroby „WISAN” można również spotkać w Południowej Afryce, Chile, Nowej Zelandii, USA i Kanadzie. Jedną z form sprzedaży wyrobów spółki jest sprzedaż wysyłkowa za pośrednictwem fabrycznego Domu Sprzedaży Wysyłkowej.
W 1985 Fabryka Firanek im. Małgorzaty Fornalskiej „Wisan” w Skopaniu została wyróżniona wpisem do „Księgi zasłużonych dla województwa tarnobrzeskiego”.

## Religia

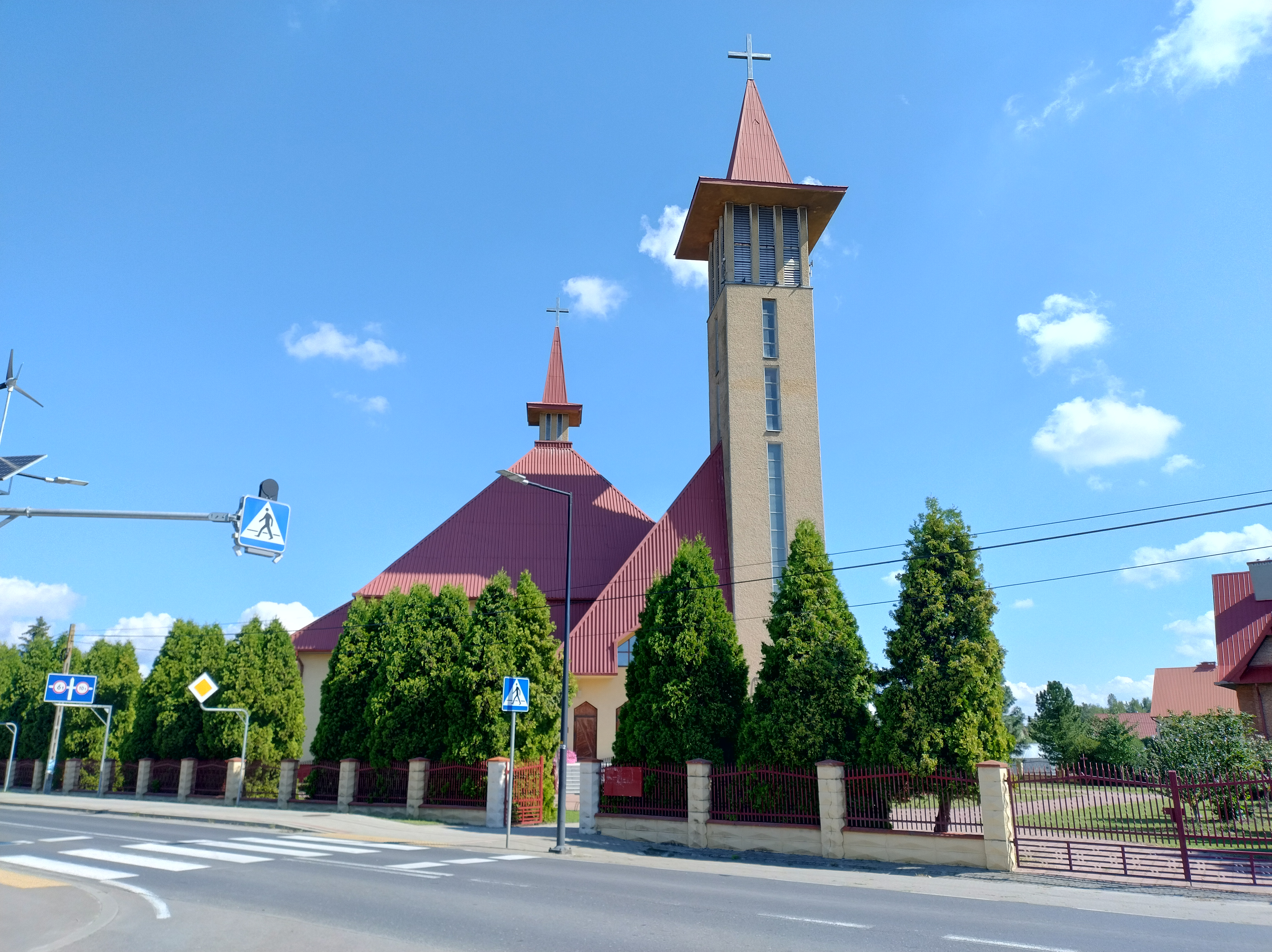
Kościół Miłosierdzia Bożego w Skopaniu-Osiedlu (2024)

Biskup tarnowski Jerzy Ablewicz oraz proboszcz parafii Baranów Sandomierski ks. kan. Bolesław Gnat dostrzegając specyfikę osiedla ściśle związanego z fabryką firanek uznali za konieczne stworzenie najpierw ośrodka duszpasterskiego, a następnie placówki duszpasterskiej. Podjęto odpowiednie starania trwające kilka lat. Znajdujące się bowiem w pobliżu złoża siarki stanowiły barierę niemal nie do pokonania ze strony ówczesnych władz, gdy chodziło o zlokalizowanie trwałego obiektu sakralnego. Celem konsolidacji społeczeństwa Skopania-Osiedla wokół tej sprawy bp Ablewicz wydzielił z parafii Baranów Sandomierski samo osiedle jako odrębną placówkę duszpasterską, ustanawiając jej rektorem ks. Wiesława Gucwę.
17 kwietnia 1986 r. rozpoczęto budowę tymczasowej kaplicy. 1 lipca 1986 r. placówka - rektorat uzyskała status parafii, a proboszczem został ks. rektor. Przez dwa lata trwały usilne starania o uzyskanie pozwolenia na budowę kościoła. Zostały uwieńczone powodzeniem i 23 września 1988 roku rozpoczęto wykopy i założono fundamenty kościoła. Kościół projektował mgr inż. Józef Szczebak - architekt i mgr inż. Aleksander Wałęga - konstruktor z Tarnowa. Nadzór budowlany objął mgr inż. Aleksander Wałęga, a kierownictwo budowy miejscowy parafianin Józef Robak. W 1989 r. stanęły mury i strop, a kolejny rok 1990 był czasem prac wykończeniowych.
W dniu 24 grudnia 1990 r. parafianie po raz pierwszy zgromadzili się na sprawowanie Eucharystii podczas pasterki. 27 października 1991 r. bp Józef Życiński dokonał uroczystego wmurowania kamienia węgielnego poświęconego przez papieża Jana Pawła II w Krakowie w 1983 r. W czasie tej uroczystości pobłogosławił również mury nowego kościoła. Tak szybkie wybudowanie kościoła było możliwe dzięki wielkiej pracowitości i ofiarności wszystkich parafian. Na szczególną uwagę zasługuje fakt dużej pomocy finansowej miejscowego zakładu Fabryki Firanek „Wisan”. Dnia 7 czerwca 1992 r. bp Marian Zimałek podczas mszy św. poświęcił dzwony. Parafia posiada akta parafialne od 1787 r.

## Edukacja i kultura

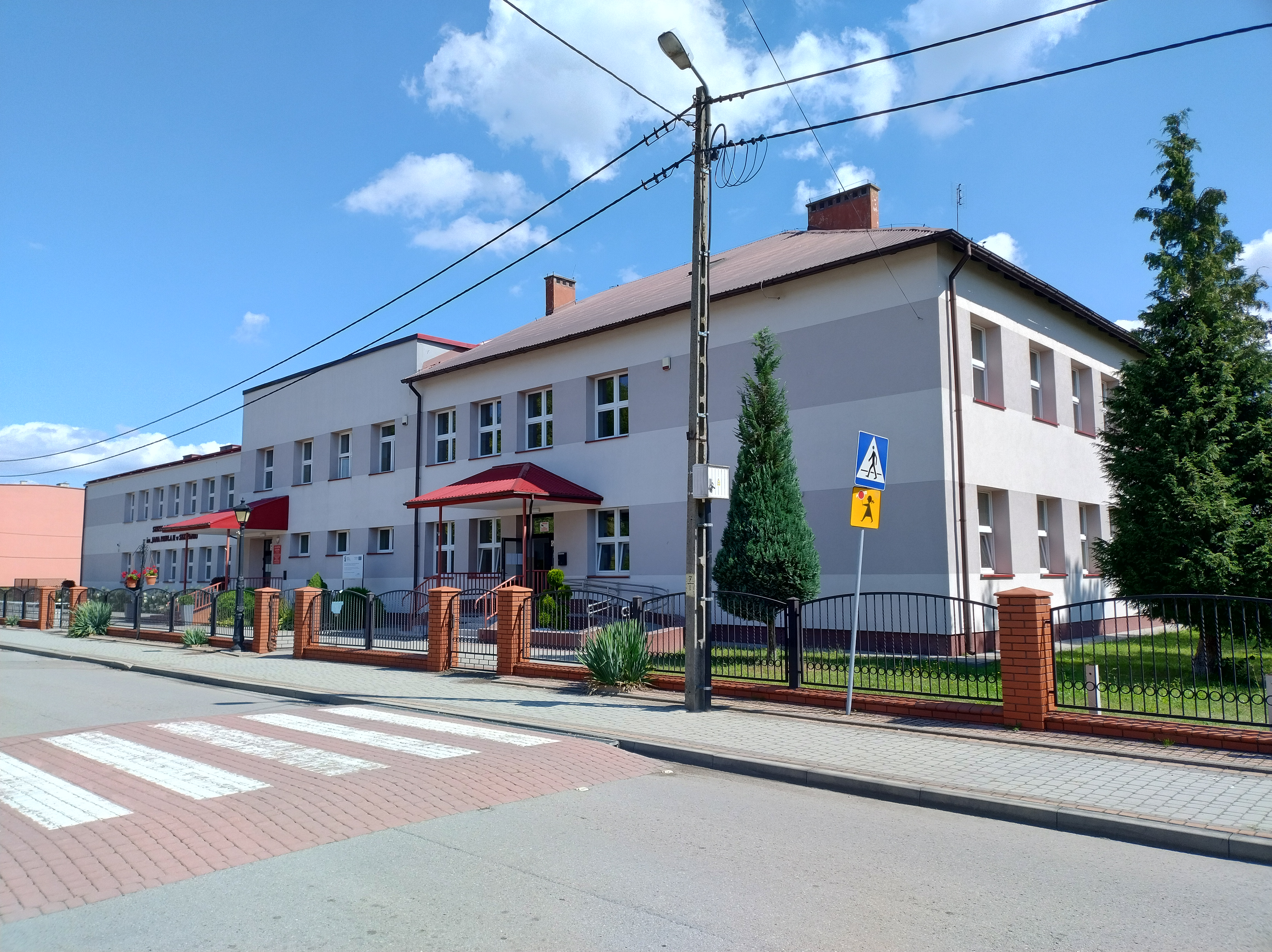
Szkoła Podstawowa im. Jana Pawła II (2024)

### Placówki edukacyjne
- przedszkole
- szkoła podstawowa

### Zakładowy Dom Kultury
Zakładowy Dom Kultury otwarty został w 1946 roku. Organizował życie kulturalne dzieci i dorosłych pod patronem fabryki nieprzerwanie do 1997. W pierwszych latach istnienia to właśnie dorośli działali w różnego rodzaju zespołach i sekcjach. Były to zespoły muzyczne i taneczne oraz amatorski zespół teatralny. Największe zasługi w pracy Teatru Amatorskiego miała społeczniczka Czesława Bednarz. To właśnie z Teatru wywodzi się niedziałający już Kabaret „Bretka”.
W 1997 roku w ramach restrukturyzacji „Wisanu” Zakładowy Dom Kultury został nieodpłatnie przekazany władzom miejsko-gminnym w Baranowie Sandomierskim.

### Zespół Pieśni i Tańca „Skopanie”

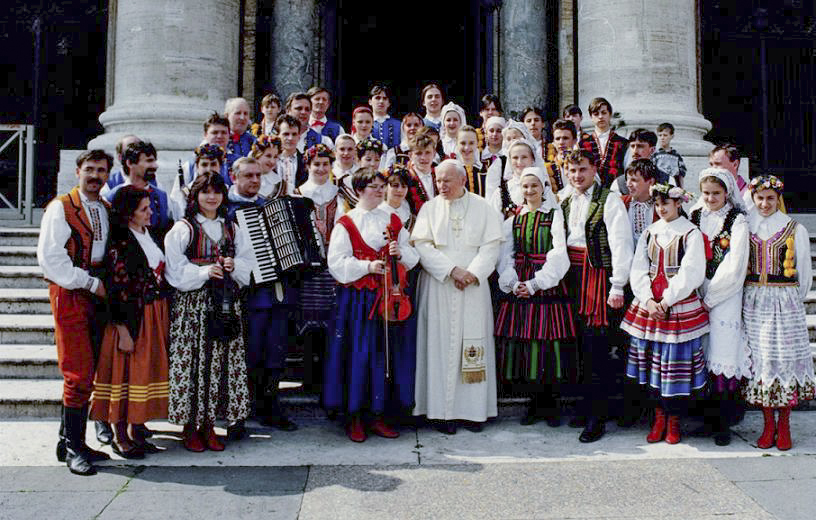
Zespół Pieśni i Tańca „Skopanie” w Watykanie – 1995 r.

Zespół Pieśni i Tańca „Skopanie” powstał w 1983 roku z inicjatywy Eligiusza Micha jako Zespół Tańca Ludowego „Wisan”. Od 1993 roku prowadzony jest przez Pawła Detkę. Zespół ma na swym koncie szereg nagród zdobytych na różnego rodzaju przeglądach o zasięgu ogólnopolskim, trzy jubileusze, występy na Ukrainie, cztery wymiany zagraniczne z Łotwą oraz Turcją w ramach europejskiego programu „Młodzież w działaniu”, a za swój największy sukces uważa audiencję u papieża Jana Pawła II w marcu 1995 roku.

## Klub Piłkarski „Wisan” Skopanie

### Historia
W roku 1955 powstał klub sportowy Włókniarz z sekcją tenisa stołowego. Najpierw były rozgrywki zespołu męskiego w klasie B, później panie okazały się zdecydowanie lepsze doprowadzając swoją sekcję do II ligi. W Skopaniu były organizowane Ogólnopolskie Turnieje Klasyfikacyjne w Tenisie Stołowym oraz mecze międzypaństwowe z Koreą Północną i NRD. Obecność swą zaznaczyły też sekcje piłki siatkowej kobiet i mężczyzn, które grały w klasie A. W klubie nie brakowało też zwolenników gry w szachy, brydża, podnoszenia ciężarów czy sportów wodnych. Piękną kartę zapisała w historii klubu sekcja lekkoatletyczna. Jej zawodniczka Zofia Solarska zdobyła tytuł Mistrza Polski w rzucie oszczepem, a Władysław Ślęzak został Mistrzem Województwa w biegu na 1500m z przeszkodami w kategorii juniorów. Jednak zdecydowanie największą popularnością cieszyła się, powstała w 1959 roku i istniejąca do dziś sekcja piłki nożnej.
W 1988 roku Klub „Włókniarz” zmienił nazwę na „Wisan” co stanowiło swoistą reklamę macierzystej firmy. Sekcja odnosiła szereg sukcesów, z których najbardziej znaczącym jest zdobycie Pucharu Polski na szczeblu okręgu przez seniorów i I miejsca w klasie okręgowej przez drużynę młodzieżową. Aktualnie Klub jest na własnym rozrachunku i działają w nim 4 drużyny piłki nożnej. Seniorzy grają w Klasie A gr. Stalowa Wola IWisła Kraków w bazie 90minut.pl [dostęp 15 sierpnia 2024].
Nazwy: Włókniarz Skopanie (1955), Wisan Skopanie (1988)
W drużynie występowali m.in.: Helmut Tobolik, Waldemar Grzanka, Janusz Hynowski, Paweł Pilawiecki, Paweł Szyler.

### Sukcesy
- Najwyższy poziom ligowy - IV Liga
- III miejsce w IV lidze 1993/94
- II Runda Pucharu Polski 1995/96
- Zdobycie PP na szczeblu okręgowym 1994/95, 2014/15
- I miejsce juniorów w Klasie okręgowej
- I miejsce juniorów w A klasie (2010/11)

### Zajmowane miejsca w rozgrywkach piłkarskich
| Tabela miejsc w rozgrywkach | Tabela miejsc w rozgrywkach | Tabela miejsc w rozgrywkach | Tabela miejsc w rozgrywkach             |
| --------------------------- | --------------------------- | --------------------------- | --------------------------------------- |
| sezon                       | szczebel rozgrywkowy        | pozycja                     | uwagi                                   |
| 2017/2018                   | Klasa A                     | 3. miejsce                  | awans do klasy okręgowej                |
| 2016/2017                   | Klasa okręgowa              | 15. miejsce                 | spadek do klasy A                       |
| 2015/2016                   | Klasa okręgowa              | 12. miejsce                 | —                                       |
| 2014/2015                   | Klasa okręgowa              | 9. miejsce                  | —                                       |
| 2013/2014                   | Klasa okręgowa              | 4. miejsce                  | —                                       |
| 2012/2013                   | Klasa okręgowa              | 6. miejsce                  | –                                       |
| 2011/2012                   | Klasa okręgowa              | 13. miejsce                 | —                                       |
| 2010/2011                   | Klasa A                     | 1. miejsce                  | awans do klasy okręgowej                |
| 2009/2010                   | Klasa A                     | 5. miejsce                  | —                                       |
| 2008/2009                   | Klasa A                     | 4. miejsce                  | —                                       |
| 2007/2008                   | Klasa A                     | 5. miejsce                  | —                                       |
| 2006/2007                   | Klasa A                     | 2. miejsce                  | —                                       |
| 2005/2006                   | Klasa A                     | 8. miejsce                  | —                                       |
| 2004/2005                   | Klasa A                     | 12. miejsce                 | —                                       |
| 2003/2004                   | Klasa A                     | 4. miejsce                  | —                                       |
| 2002/2003                   | Klasa okręgowa              | 15. miejsce                 | spadek do klasy A                       |
| 2001/2002                   | Klasa okręgowa              | 2. miejsce                  | —                                       |
| 2000/2001                   | IV liga                     | 16. miejsce                 | spadek do klasy okręgowej               |
| 1999/2000                   | IV liga                     | 14. miejsce                 | —                                       |
| 1998/1999                   | IV liga                     | 11. miejsce                 | —                                       |
| 1997/1998                   | IV liga                     | 5. miejsce                  | —                                       |
| 1996/1997                   | IV liga                     | 6. miejsce                  | —                                       |
| 1995/1996                   | IV liga                     | 4. miejsce                  | —                                       |
| 1994/1995                   | IV liga                     | 5. miejsce                  | —                                       |
| 1993/1994                   | IV liga                     | 4. miejsce                  | Wisan II Skopanie 3. miejsce w klasie B |
| 1992/1993                   | Klasa okręgowa              | 1. miejsce                  | awans do IV ligi                        |
| 1991/1992                   |                             |                             | brak danych                             |
| 1990/1991                   | Klasa okręgowa              | 4. miejsce                  | —                                       |
| 1989/1990                   | Klasa okręgowa              | 9. miejsce                  | —                                       |
| 1985/1989                   |                             |                             | brak danych                             |
| 1984/1985                   | Klasa A                     | 2. miejsce                  | jako Włókniarz Skopanie                 |
| 1983/1984                   | Klasa A                     | 6. miejsce                  | jako Włókniarz Skopanie                 |
| 1979/1983                   |                             |                             | brak danych                             |
| 1978/1979                   | Klasa A                     | 4. miejsce                  | jako Włókniarz Skopanie                 |
| 1977/1978                   | Klasa A                     | 10. miejsce                 | jako Włókniarz Skopanie                 |
| 1973/1977                   |                             |                             | brak danych                             |
| 1972/1973                   | Klasa A                     | 14. miejsce                 | jako Włókniarz Skopanie                 |
| 1955/1972                   |                             |                             | brak danych                             |